# The Arc at Old Colony
The Arc at Old Colony, tidigare Old Colony Building, är en amerikansk skyskrapa på 407 South Dearborn Street i Chicago i Illinois som har ritats av arkitektfirman Holabird & Roche. Byggnaden, som är 66,5 meter hög, var stadens högsta byggnad när den blev färdig 1894.
Fastigheten är byggd som en stålbyggnad, med de fem  nedersta våningarna i kalksten och de övriga i beige tegel. Den var ursprungligen inredd med fem affärer och omkring 500 kontorsrum och kostade 900 000 dollar att bygga.
Kontorsbyggnaden renoverades och omvandlades till hyreshus 2015. Den är registrerad i National Register of Historic Places sedan 1976. 